# كأس الاتحاد الإنجليزي 1892–93
كأس الاتحاد الإنجليزي 1892–93 (بالإنجليزية: 1892–93 FA Cup)‏ هو الموسم 22 من  كأس الاتحاد الإنجليزي. أقيم خلال الفترة 1 أكتوبر 1892 وحتى 25 مارس 1893، والذي يشرف على تنظيمه الاتحاد الإنجليزي لكرة القدم، وكان عدد الأندية المشاركة فيه  32، وفاز فيه وولفرهامبتون واندررز.